# Krompach
Krompach – miejscowość i gmina (obec) w Czechach, w kraju libereckim, w powiecie Česká Lípa. W 2022 roku liczyła 163 mieszkańców.
Podgórska wioska, przygraniczna, położona na wysokości od 400 do 600 m n.p.m., w centrum Gór Łużyckich, przy granicy niemiecko-czeskiej, w północno-zachodnich Czechach na północny wschód od miejscowości Česká Lípa, u południowego podnóża wzniesienia Hvozd, w środkowej części okresu Česká Lípa. Wieś składa się z trzech osad: Krompach, Juliovka i Valy. W całej miejscowości jest 245 zabudowań, z tego w Krompachu jest 125 zabudowań. Jest to rozciągnięta wieś, charakteryzująca się wąską i luźną zabudową budynków, położonych wzdłuż drogi, po obu jej stronach. Przez wieś przepływa czes.Krompašský potok. W górnej części wsi znajduje się kamieniołom piaskowca.

## Historia
Pierwsza wzmianka o wsi pochodzi z 1391 roku, w której miejscowość wymieniana jest jako wieś młynarska koło miasta Milštejn. Przed 1549 rokiem  mieszkańcy trudnili się szklarstwem. W późniejszym okresie miejscowość znana była z tkactwa istniało tu kilkanaście tkalni.Od XIX wieku wieś jest znaną miejscowością turystyczną i rekreacyjno wypoczynkową.

## Zabytki
We wsi zachowały się:  
- Domy o konstrukcji ryglowej i zrębowej. W niektórych budynkach, są dwa style, w których na zrębowym parterze budowano ryglowe z tzw. przysłupem oraz małymi okienkami, pierwsze piętro. Budynki mają szczyty artystycznie zdobione, prostymi geometrycznymi motywami, co dodaje każdemu obiektowi niepowtarzalny charakter.
- Barokowy kościół z 1728 roku.
- Stara drewniana wieża alarmowa
- Cmentarz z grobami z początku XIX wieku.
- Okopy i umocnienia fortyfikacyjne z 1788 roku, które wykorzystane były przez wojska francuzów w 1813 roku w wojnie napoleońskiej.
- Kilka przydrożnych krzyży i kapliczek.

## Turystyka
Przez wieś przechodzi szlaki turystyczne:
- czerwony - Europejski długodystansowy szlak pieszy E3
- We wsi znajduje się dwa turystyczne przejścia graniczne czesko-niemieckie: Krompach - Jonsdorf i Krompach - Oybin/Hain